# Messier 61
Messier 61 (M61 o NGC 4303) és una galàxia espiral, de tipus SABbc, situada en la constel·lació de la Verge. Va ser descoberta per Barnabus Oriani el 5 de maig de 1779. Charles Messier la catalogà sis dies després, encara que la va veure el mateix dia que Oriani; en aquella ocasió la va confondre amb un cometa.
M61 és una de les galàxies més grans del cúmul de la Verge; el seu diàmetre aparent és de 6 minuts d'arc que correspon a quasi 100 000 anys llum, comparable al de la Via Làctia; la seva magnitud aparent és de +10, de la qual es dedueix una magnitud absoluta de -21,2.
Una particularitat d'aquesta galàxia és l'estructura dels seu braços, els quals mostren diversos canvis de direcció, que donen a M61 un aspecte poligonal.
S'han observat quatre supernoves en M61 :
- 1926A (mag 12,8) va ser descoberta per Wolf i Reinmuth,
- 1961I (mag 13) per Humason,
- 1964F (mag 12) per Rosino,
- 1999gn (mag 13,4) per Dimai.